# Кухва
Ку́хва (Кухава; латг. Kūkova) — река в Псковской области России и Латвии. Левый приток Великой.
Исток расположен на территории исторической Латгалии в Карсавском крае (у села Салнава Салнавской волости) и протекает далее сперва в восточном, а затем в основном в северном направлении в Балвском и Вилякском краях Латвии двумя участками погранично с Пыталовским районом Псковской области. Примерно к западу от города Пыталово река течёт уже собственно по территории Пыталовского и Островского районов. Высота истока — 104,2 м над уровнем моря.
Устье реки находится в 85 км от устья Великой по левому берегу, на территории Островского района. Длина реки — 106 км, площадь водосборного бассейна — 828 км².

## Притоки
- В 88 км от устья, по левому берегу реки впадает Пазлаука.
- В 82 км от устья, по левому берегу реки впадает Супенка.
- В 63 км от устья, по левому берегу реки впадает Рика.
- В 44 км от устья, по левому берегу реки впадает Лудонка.
- В 25 км от устья, по правому берегу реки впадает Пелеги.

## Данные водного реестра
По данным государственного водного реестра России относится к Балтийскому бассейновому округу, водохозяйственный участок реки — Великая. Относится к речному бассейну реки Нарва (российская часть бассейна).
Код объекта в государственном водном реестре — 01030000212102000028792.